# Half-Life: Alyx
Half-Life: Alyx est un jeu vidéo de tir à la première personne jouable uniquement en réalité virtuelle, développé et édité par Valve. Dernier jeu de la série Half-life depuis Half-Life 2: Episode Two publié en 2007, il est sorti sur Windows le 23 mars 2020. Le joueur y incarne Alyx Vance, fille du Docteur Eli Vance dans une période située entre Half-Life et Half-Life 2.

## Synopsis
Lors de son évasion de la zone de quarantaine, Alyx Vance rencontre un vortigaunt détaché de ses congénères. Ce dernier lui indique la direction à prendre, à savoir l'étoile polaire (Northern Star), ce qui s’avère, pour une fois, ne pas être du jargon vortigaunt, l'étoile polaire étant en réalité un bâtiment. La chambre forte censée renfermer une arme redoutable est considérée par la suite comme étant une prison d'après les analyses d'Eli Vance. Une conversation est surprise entre une femme que l'on suppose être Judith Mossman (préquelle à sa future trahison envers la résistance dans le jeu Half-Life 2) et un conseiller du Cartel. On les entend parler d'un individu qui aurait disparu juste après les événements de Black Mesa. Eli et Alyx pensent alors que la prison renferme Gordon Freeman et qu'il serait alors indispensable à la révolution naissante de Cité 17. À l'aide des vortigaunts, Alyx arrive à démanteler les câbles reliant cette chambre forte suspendue dans les airs aux diverses sources d’énergies qui l'alimentent. Ces sources d'alimentation sont en réalité des vortigaunts asservis. Après avoir affronté un strider, Alyx atteint le centre de la prison et on y découvre le G-Man, personnage emblématique de la saga. Ce dernier offre à Alyx un emploi, en échange de quoi il parvient à changer le destin d'Eli Vance, destin que l'on sait tragique à la fin du jeu Half-Life 2: Episode Two. 
À la fin de cet échange équivalent, le joueur incarne Gordon Freeman, face à Eli Vance au milieu de White Forest, là où Half-Life 2: Episode Two avait pris fin. Sauf qu'Alyx a disparu entre les mains du G-Man et qu'Eli Vance est debout, tendant au joueur un pied-de-biche.